# 사회파 추리물
사회파 추리물(社会派推理物)은 추리물의 하위장르 중 하나로, 특히 일본에서 1960년대에 마츠모토 세이초 등의 작품들을 중심으로 정립된 장르다. 일반적으로 사회적 모순성을 다룬 소재로, 작품 세계의 리얼리즘을 중시한 독창적인 세계관을 함축적으로 담아, 사건 자체에 더해서 사건의 배경을 꼼꼼히 그리는 것이 특징이다. 
사건의 트릭을 파훼하는 것이 메인인 본격파와 경향적으로 대비되지만, 사실 완전히 독립적으로 대조되는 관계는 아니다. 사회성 있는 주제를 다루는 것과 트릭 파훼를 한 작품에 넣는 것이 불가능하지는 않기 때문이다.
해외 작품들 가운데서도 사회성 있는 추리물이 드물지 않지만, 그런 작품들을 하위장르로 호칭을 부여하는 사례는 일본 외에 달리 사례를 찾기 힘들다.

## 역사
오늘날 하는 사회파 추리물과는 전혀 다른 것이지만, 추리물에 사회성 있는 소재를 도입하려는 시도는 전전 시대부터 존재해왔다. 1935년 『일본탐정소설걸작집』 서문에서 에도가와 란포는 하야시 후사오・히라바야시 타이코의 작품, 또는 하야마 요시키 같은 프로문학 작가의 작품을 사회적 탐정소설(社会的探偵小説)이라고 칭했다.
전후에 들어서는 오오시타 우다루가 『허상』(1955년)이라는 작품을 남겼다.

### 196-70년대
사회파 추리라는 용어 또는 캐치카피가 어디서 비롯된 것인지는 분명하지 않다. 나카지마 카와타로는 아라 마사히토가 1960년에 쓴 신문기사를 원류로 지목했다. 1961년에도 마츠모토 세이초가 “이른바 사회파라던가 그런 호칭으로 불리는 작품군”이라는 표현을 쓴 것을 볼 때, 이 시점에서 이미 일반적인 호칭이 되었음을 알 수 있다. 1958년 마츠모토의 『점과 선』, 『눈의 벽』이 단행본으로 발매되어 베스트셀러가 된 것을 계기로 마츠모토의 작풍에 영향을 받은 추리물이 대량으로 나왔고, 이 과정에서 사회파라는 용어가 생겨나 하나의 장르로 인식된 것으로 보인다.
이런 가운데, 1961년에는 오랫동안 절필하고 있던 미즈카미 츠토무가 『바다의 엄니』를 발표해 일본탐정작가구락부상)을 수상했다. 이어 1963년에 『기아해협』을 발표하여 미즈카미 또한 사회파 추리물 작가로 인지되었다. 또한 쿠로이와 쥬고, 아리마 요리치카 등도 사회파 작품을 다수 발표했다.
사회파 추리소설의 융성은 순문학 문단을 진동시켰고, 히라노 켄의 문제제기에 따라 순문학 논쟁을 야기하기까지 했다. 그러나 대중매체가 추리소설 열풍으로 떠들썩하자, 추리소설로서 구실을 하지 못하는 단순한 사회비판소설・풍속소설이 사회파 추리소설이라는 껌질을 쓰고 남발되었다. 그 결과 1960년대 중반 들어 붐은 잦아들었고, 세이초도 추리소설의 형해화를 비판했다.
1970년을 전후해 나타난 니시무라 쿄타로・모리무라 세이이치 등은 초기에 논리성을 담으면서 현실성도 중시한 작품을 썼기에, “사회파와 본격추리를 융합한 작풍”이라는 평가도 들었다.

### 1998-90년대
1980년대에서 1990년대에 걸쳐, 사회파 추리문학계에 신세대 작가가 많이 등장했다.
미야베 미유키는 1987년에 데뷔해서 부단히 사회파 추리소설을 발표했다. 특히 『화차』(1992년)와 『이유』(1998년, 나오키상 수상작)가 평가가 높다.
키리노 나츠오는 데뷔작은 하드보일드였지만 사회파를 많이 집필했다. 특히 『아웃』은 범죄물이기도 하며, 「이 미스터리가 대단하다!」 1위, 일본추리작가협회상을 수상했다. 키리노의 소설은 일본의 사회상을 적나라하게 해부하며, 그녀가 보여주는 등장인물들은 섬찟하기 그지없다.
원래 본격추리물을 써온 히가시노 게이고는 1999년 『백야행』을 발표하며 사회파 작가로도 평가받게 되었고, 이후로도 사회파를 계속 발표하고 있다.